# Perkamentkokerworm
De perkamentkokerworm (Chaetopterus pergamentaceus) of perkamentworm is een borstelworm uit de familie Chaetopteridae. Chaetopterus pergamentaceus werd in 1830 voor het eerst wetenschappelijk beschreven door Cuvier.

## Beschrijving
Het lichaam van deze 25 cm lange, broze worm bestaat uit een kop, een cilindrisch, gesegmenteerd lichaam en een staartstukje. De kop bestaat uit een prostomium (gedeelte voor de mondopening) en een peristomium (gedeelte rond de mond) en draagt gepaarde aanhangsels (palpen, antennen en cirri).

## Leefwijze
Deze dieren leven in een U-vormige buis, die verborgen ligt in het sediment. Ze pompen water naar binnen door middel van ritmische slagen van hun peddelvormige staartaanhangsels. Voedseldeeltjes worden uit het doorstromende water weggevangen door middel van slijm dat de worm uitscheidt.